# Interrupce v San Marinu
Interrupce v San Marinu byla v referendu legalizována 26. října 2021. Podle konečných výsledků hlasovalo pro legalizaci interrupcí 77 procent voličů, čímž bylo umožněno dobrovolné ukončení těhotenství až do dvanáctého týdne, v případě ohrožení života či psychického zdraví ženy i po tomto období.
Zpráva Populační divize OSN uvádí, že žena v San Marinu, která chce projít potratem jej pravděpodobně může získat v sousední Itálii.

## Historie
Před referendem byla interrupce obecně nelegální. Články 153 a 154 trestního zákoníku ukládaly tresty odnětí svobody každé ženě, u které se potrat provedl, každé osobě, která jí pomáhala, a každé osobě, která potrat provedla. Interrupce prováděné za účelem záchrany života matky byly obecně povoleny, ale zákon nestanovoval žádné konkrétní výjimky.
Návrh na liberalizaci potratového zákona byl předložen během revizí trestního zákoníku v roce 1974, ale vláda jej odložila na neurčito, aby umožnila další diskusi. Referendum o legalizaci potratů se konalo dne 26. září 2021.